# 西義章
西 義章（にし よしあき、1898年（明治31年）12月11日 - 1943年（昭和18年）7月7日）は、日本の陸軍軍人。最終階級は陸軍少将。旧姓・数藤。

## 経歴
北海道出身。陸軍中尉・小学校教員、数藤熊七の二男として生まれ、西家の養子となる。旭川中学校（現北海道旭川東高等学校）卒業を経て、1919年（大正8年）5月、陸軍士官学校（31期）を卒業。同年12月、騎兵少尉に任官し騎兵第24連隊付となる。1930年（昭和5年）11月、陸軍大学校（42期）を卒業し騎兵第24連隊中隊長に就任。
1932年（昭和7年）3月、陸士教官に就任し、1934年（昭和9年）8月、騎兵少佐に進級。1935年（昭和10年）2月、アメリカ駐在を命ぜられ、1936年（昭和11年）8月、アメリカ大使館付武官補佐官に就任。1937年（昭和12年）8月、参謀本部員に転じて帰国し、同年11月、騎兵中佐に昇進。同年同月、大本営参謀に就任。1939年（昭和14年）4月、メキシコ大使館付武官に発令され、同年8月、騎兵大佐に進んだ。
メキシコ大使館の閉鎖に伴い、1942年（昭和17年）2月に帰国。同年8月、参謀本部謀略課長に就任。1943年（昭和18年）6月、欧州出張を命ぜられ、同年7月、シンガポールから出発した乗機がインド南方から西方に向かう途中で行方不明となる。同年7月7日の戦死が認定され陸軍少将に進んだ。

## 親族
- 妻 西直子（南次郎陸軍大将の娘）[1]